# Lelo für Georgien
Lelo für Georgien (georgisch ლელო საქართველოსთვის Lelo sakartvelostvis; deutsch Versuch für Georgien, kurz Lelo) ist eine georgische Partei der politischen Mitte.

## Geschichte
Lelo ging am 22. Dezember 2019 aus einer Fusion der rechtsliberalen Neuen Rechten Partei (AM) und der zentristischen Entwicklungsbewegung (DM) um den ehemaligen Parlamentspräsidenten Dawit Ussupaschwili, der zuvor in der Republikanischen Partei aktiv war, hervor. Bei der Parlamentswahl 2020 erreichte die Partei 3,15 Prozent der Stimmen und zog somit mit vier Abgeordneten ins Parlament ein. Bei den Kommunalwahlen 2021 erreichte die Partei insgesamt 27 von 2068 Sitzen in den Vertretungen der Munizipalitäten (entspricht in etwa einem Landkreis).
Lelo ist seit dem 11. Dezember 2021 Vollmitglied der Allianz der Liberalen und Demokraten für Europa (ALDE), dem europäischen Dachverband liberaler Parteien.

## Positionen
Lelo befürwortet einen Beitritt Georgiens zur Europäischen Union und der NATO. Die Partei schloss sich im Sommer 2021 einer Erklärung von 14 weiteren Parteien an, die Rechte von LGBT in Georgien im Vorfeld des Pride Marches in Tiflis zu verteidigen.